# Katarina Valois-Courtenay
Katarina Valois (francuski: Catherine) (prije 15. travnja 1303. – listopada 1346.) bila je francuska plemkinja i latinska carica Carigrada (1307. – 1346.). Katarina je bila albanska kraljica supruga i kneginja supruga Taranta.
Najstarija kći grofa Karla i carice Katarine I., Katarina Valois rođena je 1303. godine. Katarina I. bila je prepoznata kao latinska carica, dok je Karlo bio grof Valoisa. Preko oca, Katarina je bila nećakinja francuskog kralja Filipa IV. Lijepog.

## Brak
U srpnju 1313. godine, Katarina Valois udala se za Filipa I. od Taranta, kralja Albanije i kneza Ahaje. Katarina je bila prepoznata kao carica Carigrada te je Filip postao naslovni car. Filip je umro 23. prosinca 1332. godine. Katarina je Filipu rodila:
- Margaretu – suprugu Franje, vojvode Andrije
- Roberta – kneza Taranta i naslovnoga cara Carigrada
- Luja/Ludovika – napuljskoga kralja
- Filipa – naslovnog cara Carigrada (kao Filipa III.).